# Kleinsteinbach (Gemeinde Bad Blumau)
Kleinsteinbach ist eine Ortschaft und Katastralgemeinde in der Gemeinde Bad Blumau in der Steiermark.
Das Dorf befindet sich nordöstlich von Bad Blumau und besteht weiters aus den Rotten Obergfangen und Untergfangen, die nördlich und südöstlich von Kleinsteinbach liegen.
Erstmals im Jahre 1170 urkundlich erwähnt, deuten aber Römergrabhügel nördlich von Kleinsteinbach auf eine wesentlich frühere Besiedlung des Gebietes hin. Die Ministerialen Hartfreid und Baldwin erhalten Kleinsteinbach als Schenkungsgut und können später ihren Besitz auf Lindegg, Loimeth, Jobst und Hohenbrugg ausweiten. Ihr Sitz war die Burg Steinbach im Burgstall am Steinbachgraben westlich von Schwarzmannshofen.
Bereits in der Zwischenkriegszeit und verstärkt nach dem Zweiten Weltkrieg suchten Fremde, vorwiegend aus Wien, Erholung in den ruhigen und sonnigen Lagen um Kleinsteinbach. Von Vorteil war dabei auch die Nähe zur Therme Bad Blumau. 1968 wurde die Gemeinde Kleinsteinbach in die Großgemeinde Blumau eingegliedert.